# محوطه سنگ‌بند
محوطه سنگ بند مربوط به هزاره دوم و اول قبل از میلاد است و در شهرستان سقز، بخش سرا، روستای عرب اغلو واقع شده و این اثر در تاریخ ۵ آذر ۱۳۸۰ با شمارهٔ ثبت ۴۴۶۹ به‌عنوان یکی از آثار ملی ایران به ثبت رسیده است.